# Mehmet Said Halet Efendi

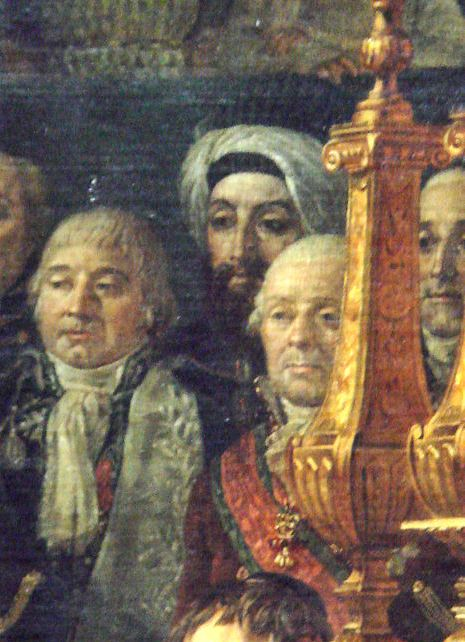
Halet Efendi. Detail aus Jacques-Louis David, Le Sacre de Napoléon, 1807

Meḥmet Saʿid Ḥālet Efendi (geb. ca. 1761 in Istanbul, gest. vor dem 3. Dezember 1822 nahe Konya, heutige Türkei) war ein islamischer Gelehrter, Diplomat und hoher Beamter des Osmanischen Reichs.

## Leben

### Ausbildung und erste Ämter
Halet Efendis Vater, Ḥüseyn Efendi, war ein ḳāḍī. Die Familie stammt von der Krim. Erzogen wurde er im Haushalt des Şeyhülislam Şerif Efendi.  Später schloss er sich der Mevlevi-Bruderschaft des Şeyh Galip an, für deren Loge in Galata er eine umfangreiche Bibliothek, die Hâlet Efendi Kütüphanesi, mit Schriften zum Sufismus stiftete. Er diente unter anderem dem Großdragoman der Pforte und späteren Fürsten der Moldau, Alexandru Callimachi als Sekretär und kam in dieser Funktion in engeren Kontakt mit den griechischen Phanarioten.

### Botschafter in Paris, Sturz Selims III.
1802 bis 1806 diente er als Botschafter Sultan Selims III. in Paris. Auf Jacques-Louis Davids Gemälde Le Sacre de Napoléon ist er als bärtiger Mann mit Turban unter den Augenzeugen der Kaiserkrönung Napoleons I. dargestellt. Nach seiner Rückkehr aus Paris wurde er zunächst zum Siegelbewahrer (beylikči) des großherrlichen Dīwān (dīvān-ı hümāyūn) und kurz darauf zum Leiter der Audienzen (rikʿāb raʿisi) ernannt. Er gehörte zu einer Gruppe konservativer Religionsgelehrter, die im Bündnis mit den Janitscharen 1807 Selim III. stürzten. Auf Betreiben des französischen Botschafters Sébastiani, der ihm vorwarf, mit den Briten zu kollaborieren, wurde er seiner Ämter enthoben und ein Jahr lang in Kütahya gefangen gehalten.

### Unter Murad II.
1809 erhielt er von Sultan Murad II. den Auftrag, ausstehende Steuerzahlungen des Beylerbey von Bagdad, Süleyman Pascha, einzutreiben. Als ihm dies nicht gelang, erwirkte er ein Todesurteil gegen Süleyman, konfiszierte dessen Güter und kehrte mit dem Erlös 1810 nach Istanbul zurück. Dies brachte ihm den Titel eines kethüdâ-ı rikab-ı hümayūn (Stellvertreter des Großwesirs) ein. Am 10. September 1815 wurde er zum Siegelbewahrer (nişancı) ernannt. Obwohl er in dieser (einem westeuropäischen Kanzler gleichkommenden) Stellung ein enger Ratgeber des reformorientierten Sultans Mahmud II. war, vertrat er eine eher konservative Position und zeigte sich Reformen nach westeuropäischem Vorbild gegenüber abgeneigt.

### Klientelpolitik, Gegnerschaft und Sturz
In den Jahren bis 1821 scheint Halet Efendi quasi ein Machtmonopol am Istanbuler Hof innegehabt zu haben. Er nutzte seine Machtstellung am Sultanshof aus, um seine Parteigänger in wichtige Ämter zu bringen, beispielsweise besetzte er die Woiwodschaften der Moldau und der Walachei mit seinen Anhängern. Am 21. April 1821 brachte er Benderli Ali Pascha ins Amt des Großwesirs. Offenbar glaubte er, auf diese Weise größeren Einfluss auf Sultan Mahmud nehmen zu können. Nachdem der neue Großwesir jedoch öffentlich erklärt hatte, in seinem Handeln nur dem Sultan verpflichtet zu sein, erwirkte Halet Efendi nur neun Tage später unter dem Vorwand der Unfähigkeit seine Absetzung und Hinrichtung. Die Verbannung und Hinrichtung Benderli Paschas zählt indirekt zu den Auslösern der Griechischen Revolution.
Seine Gegner waren die Modernisierer am Hof, Hüsrev Mehmed Pascha, damals Großadmiral und militärischer  Oberbefehlshaber, der Hauptsekretär des Schreibbüros (reʾīsü 'l-küttāb) Canip Mehmet Besim Efendi und der liberal gesinnte Großwesir Mehmet Said Galip Pascha. Ende November 1822 fiel Halet Efendi in Ungnade, sein Palast wurde offiziell versiegelt, er selbst nach Konya ins Exil geschickt. Am 3. Dezember 1822 wurde sein abgeschlagener Kopf zusammen mit dem Todesurteil im Ersten Hof des Topkapı-Palasts öffentlich zur Schau gestellt. Er wurde später in der Mevlevi-Loge in Galata beigesetzt. Die Bücher der Hâlet Efendi Kütüphanesi befinden sich heute in der Süleymaniye-Bibliothek in Istanbul.